# 蜀都赋
蜀都赋，是中国古代写成都繁华的大赋。
- 扬雄作汉赋《蜀都赋》。为扬雄出蜀之前所作，结构宏大，文采佚丽。根据史地资料，以夸张手法，描述雄伟壮观的巴山蜀水和“天府之国”的繁盛富庶。写物资之充足、饮食之甘美、宴会之盛。极力夸张铺陈，既“仿依”司马相如，又开创描写都邑大赋的先河。收录于《古文苑》、《艺文类聚》卷六十一。
- 西晋左思作《三都赋》，分为《蜀都赋》、《吴都赋》、《魏都赋》三篇。《蜀都赋》由虚构人物西蜀公子称颂三国时蜀汉都城成都的形势、物产、宫室等。收录于萧统《昭明文选》。